# Deborah Bell
Deborah Bell (Johannesburg, 1957) è un'artista sudafricana.
Nata a Johannesburg, Deborah Bell è oggi una pittrice e scultrice leader nella sua città natale e le sue opere sono note a livello internazionale.

## Biografia
Bell si è laureata in belle arti presso l'Università di Witwatersrand nel 1975 e nel 1986 consegue il titolo di Master of Arts presso la stessa università. Il suo lavoro comprende un vasto uso di tecniche quali pittura, disegno, grafica, animazione e scultura in ceramica ed è ispirato da una sorta di devozione mistica che l'artista sente profondamente dentro di lei.
La sua carriera ha inizio nel 1982, e da allora ha esposto in molte mostre, sia collettive che personali, in Sud Africa e all'estero.
Dal 1983 al 1989 ha tenuto conferenze e lezioni presso varie istituzioni, tra cui la stessa Università di Witwatersrand e l'Università del Sud Africa.
Ha viaggiato molto fra l'Africa, il Nord America e l'Europa e nel 1986 ha trascorso due mesi lavorando alla Cité Internationale des Artes di Parigi.
Dal 1986 al 1997 ha collaborato con gli artisti sudafricani Robert Hodgins e William Kentridge per diversi progetti.
Nel 1997, ha prodotto con loro una serie di immagini intorno a rielaborazioni di Alfred Jarry e William Hogarth, restituendo nuova vita al lavoro di questi grandi artisti. Ad esempio,  nel suo rifacimento dell'opera di Hogarth Il matrimonio alla moda, Bell trasforma questa serie in una critica pungente ai costumi della classe media bianca della città di Johannesburg.
Insieme, i tre artisti hanno anche realizzato lavori di animazioni al computer.
Vincitore di diversi riconoscimenti, il lavoro di Bell è oggi presente in collezioni pubbliche e private di tutto il mondo.

## Opere
A prima vista, l'arte di Deborah Bell, la cui incisività è impeccabile, appare (per gli standard contemporanei) piuttosto conservatrice e sembra far riferimento ad artisti quali Max Beckmann o Tiziano.
L'artista riesce comunque a rielaborare le sue fonti e il suo lavoro si configura pienamente all'interno dello stile sudafricano, sebbene subisca l'influenza di diversi stili. Nei suoi lavori in ceramica, ad esempio, è notevole l'impatto dell'arte giapponese.
Le sue immagini sono percorse da evocazioni inquietanti, e trattano tematiche che vanno dalla sessualità alle ingiustizie sociali.

## Filosofia di lavoro
Il lavoro di Bell si sviluppa fondamentalmente come una ricerca personale ispirata principalmente da oggetti museali di antiche civiltà e da una vasta gamma di fonti spirituali.
Bell considera infatti il suo fare arte come una pratica spirituale, dove il suo ruolo consiste in una sorta di "co-creazione del mondo, per materializzare ciò che esiste ed è esistito da sempre".

## Mostre personali
2010
- Alchemy, David Krut, Johannesburg

2009
- Flux, Goodman Gallery, Cape

2007
- Objects of Power: memory of metal, memory of wood, Goodman Gallery, Johannesburg.

2005
- Crossings and Monuments, Oliewenhuis Museum, Bloemfontein.
- Crossings and Monuments, Aardklop Festival Potchefstroom University Library Gallery.

2004
- Sentinels, Goodman Gallery, Johannesburg.

2002
- Unearthed, Joao Ferreira Gallery, Cape Town.

2001
- Unearthed, The Goodman Gallery, Johannesburg.

2000
- The Journey Home, Art First, London.

1998
- Displacements, Goodman Gallery, Johannesburg.

1995
- Muses and Lamentations, Goodman Gallery, Johannesburg.

1989
- Deborah Bell, Potchesfstroom Museum

1982
- Deborah Bell, Market Gallery, Johannesburg

## Mostre collettive
2009
- Contemporary Sculpture in the Landscape, Nirox Foundation
- Collaborations, David Krut, Johannesburg

2007
- Lift Off II, Goodman Gallery Cape, Cape Town.
- David Krut print workshop, UNISA Art Gallery. Pretoria

2005
- ART BASEL MIAMI BEACH, Miami Beach, USA, in collaboration with Goodman Gallery
- Works on Paper, Collaborative prints from David Krut Print Workshop, Franchise Gallery, Johannesburg
- David Krut Collaborations: 25 Years of Prints and Multiples, National Arts Festival, Grahamstown

2004
- Earthworks/Claybodies, Sasol Museum Stellenbosch University, Stellenbosch

2003
- Earthworks/Claybodies, Pretoria Art Museum
- Earthworks/Claybodies, Standard Bank Centre Gallery, Johannesburg

2000
- Icons for the Millennium, Atlanta, USA.

1999
- The Paper Show, Goodman Gallery, Johannesburg.
- Emergence, Group Show, National Arts festival, Grahamstown.
- Artery, A.V.A Gallery, Cape Town – in conjunction with the Goodman Gallery, Johannesburg.
- Artists in residence, Standard Bank National Arts Festival, 25th Anniversary, Grahamstown

1998
- Earth Hues – Contemporary African Art, Group Show, World Space, Washington DC, USA.
- 4 UNISA Lecturers, Bloemfontein .
- UNISA Art Lecturers, Pretoria Art Museum.

1997
- Images and Form: Prints, drawings and sculpture from Southern Africa and Nigeria, Brunei Gallery, University of London and Edinburgh College of Art, U.K.
- The Gencor Collection, Sandton Art Gallery, and The Grahamstown Festival.
- Kempton Park Metropolitan Substructure Fine Arts Award Show, Kempton Park.
- New Art from South Africa, Talbot Rice Gallery, Edinburgh, U.K.
- Les Arts de la Resistance, (Fin de Siecle a Johannesburg), Galerie Convergence, Galerie Jean-Christian Fradin, Galerie Michel Luneau, Galerie les Petit Murs, Nantes, France.
- Not Quite a Christmas Exhibition, Goodman Gallery, Johannesburg
- CRAM, A.V.A Gallery, Cape Town – in conjunction with The Goodman Gallery, Johannesburg
- Collaborations 1986-1997 (11 years of collaborative projects between artists Kentridge, Hodgins and Bell) at the Johannesburg Art Gallery, in association with the FNB Vita Awards.
- ‘UB101:' A portfolio of etchings done in conjunction with Kentridge and Hodgins. Exhibited at the Grahamstown Festival and at the Gertrude Posel Gallery. Exhibition curated by Fiona Rankin-Smith.

1996
- Gay Rights: Rites, Re-writes, Travelling Exhibition, South Africa.
- Group Salon, Rose Korber representing artists at the Bay Hotel, Cape Town.
- Common and Uncommon Ground: South African Art to Atlanta, City Gallery East, Atlanta, USA.
- Vita Awards, Johannesburg Art Gallery.
- Tomorrow is Now, First Canadian Place and Knights Galleries International, Toronto, Canada.
- Barber Signs, The Standard Bank Gallery, Johannesburg
- Recent Drawings, Gallery on Tyrone, Johannesburg.
- Ceramics Biennal, Sandton Art Gallery

1995
- The Bag Factory: The First Five Years, the Civic Theatre Gallery, Johannesburg.
- The Art of Tea, Kim Sacks Gallery, Johannesburg.

Group Salon, Rose Korber representing artists at the Bay Hotel, Cape Town.
1994
- Group Show, Newtown, Johannesburg.
- Anything Boxed, Group Show, Goodman Gallery, Johannesburg..
- South African works on Paper, North Western University of Illinois, Chicago, United States
- Memo, installation with video at the Grahamstown festival in collaboration with William Kentridge and Robert Hodgins
- Lamentations, Art First, Cork Street. London

1993
- Gallery on Tyrone, Johannesburg.
- Vita Awards, Johannesburg Art Gallery.
- Momentum Life Exhibition, Pretoria.
- Internations of Millennium, Newtown Gallery, Johannesburg.
- Easing the Passing (of the hours), Goodman Gallery, Johannesburg.
- Portraits in the round, ceramic exhibition in collaboration with William Kentridge and Retief van Wyk at the Goodman Gallery, Johannesburg.

1992
- ICA, 50 Johannesburg Artists, Johannesburg
- Paris: The Catalyst, Alliance Francaise, Durban.
- Looking at Art: Looking at Watercolours, Goodman Gallery, Johannesburg.
- Vita Awards, Johannesburg Art Gallery
- Works made in August, Newtown Gallery, Johannesburg
- 1992 Easing the Passing (of the hours), Waterfront, Cape Town. Computer Animation, laser prints and drawings in collaboration with William Kentridge and Robert Hodgins.

1991
- Cape Town Triennal
- Painted People: Painted Spaces, Newtown Galleries, Johannesburg
- Hand Coloured Graphics, Goodman Gallery, Johannesburg.
- Tiny Tapestry Show, Goodman Gallery, Johannesburg.
- Little Morals, a portfolio of etchings done in conjunction with Hodgins and Kentridge, exhibited at the Cassierer Gallery, Johannesburg, Gallery International Cape Town, Taking Liberties, Durban

1990
- Women choose Women, University of the Witwatersrand, Johannesburg.
- Art from South Africa, MOMA, Oxford, UK.
- Standard Bank Drawing Competition, Johannesburg.

1989
- Volkskas Atelier Award Exhibition, South African Vita Awards, Johannesburg Art Gallery.
- African Encounters, Dome Gallery, New York and Washington, USA.
- The Little Big Show, Goodman Gallery, Johannesburg.

1988
- CASA (Culture for Another South Africa), conference in Amsterdam, Holland.
- Volkskas Atelier Award exhibition, South African Association of the Arts.Pretoria.
- 100 Artists Protest detention without trial, in aid of DPSC, Market Theatre, Johannesburg.
- Artists for Human Rights Exhibition, Durban Exhibition Centre.
- Exhibited with Jenny Stadler and Nagel at the Goodman Gallery, Johannesburg.

1987
- Hogarth in Johannesburg, a portflio of etchings done in conjuction with Hodgins and Kentridge. This exhibition travelled to all the major centres in South Africa.

1986
- Volkskas Atelier Award Exhibition, South African Association of Arts, Pretoria.

1985
- Cape Town Triennal New Visions, market Gallery, Johannesburg
- 11 Figurative Artists, Market Gallery, Johannesburg
- MAFA exhibition, Rembrandt Gallery, Milner Park, Johannesburg

1983
- Exhibited with Hodgins and Sassoon, Carriage House Gallery

## Commissioni e progetti
- 1 Set of 6 graphics for First National Bank (1990)
- Graphics for Weekly Mail Film festival poster (1993)
- Graphics for Weekly Mail Film Festival poster (1994)
- Involvement in movie animation per Arts Alive (1994)
- Title sequence for Grass Roots, NNTV (1994)
- Artist-in-Residence, Standard Bank National Arts Festival - 25th Anniversary, Grahamstown (1999)
- Scultura per la Wits Business School (1999)
- Scultura per la Standard Bank (1999)

## Pubblicazioni
- Deborah Bell, Mask makers and their craft: an illustrated worldwide study, McFarland, 2010. ISBN 0786443995.

## Collezioni
- BCE, Johannesburg
- Bell, Dewar and Hall, Johannesburg
- Bristol Myers Squibb Corp. USA
- Friends of the National Gallery, Cape Town
- Johannesburg Art Gallery
- Johannesburg City Council
- King George VI Art Gallery, Port Elizabeth
- Legal Resources Centre, Johannesburg
- MTN Art Institute, Johannesburg
- Pretoria Art Museum
- Roodepoort Museum
- SA National Gallery, Cape Town
- BHP Billiton South Africa Ltd.
- Sanlam Collection
- Sasol Collection
- Standard Bank Investment Corporation, Johannesburg
- Tatham Art Gallery, Pietermaritzburg
- Telkom
- UNISA Art Gallery
- University of Pietermaritzburg Collection
- University of the Orange Free State Collection
- University of the Witwatersrand Collection

## Premi e riconoscimenti
- Merit Prize Winner, Volkskas Atelier (1986)
- Vita Quarterly Award, Runner up for main award (1991)
- Mamba Award for "the Most Sustained Artist" (1991)
- APSA Award for best New Signature, Ceramics Biennial (1997)